# Frontera entre Argelia y Túnez
La frontera entre Argelia y Túnez marca la delimitación entre los territorios de Argelia y Túnez. Su trazado, con una longitud de 1010 kilómetros, se finalizó en 1983.

## Historia

### Periodo otomano
Antes de la colonización francesa, la delimitación de los dos territorios era muy incierta, si se tiene en cuenta que ambos estaban bajo influencia otomana. En aquellos tiempos, lo que interesa los dirigentes es más el cobro de impuestos de cada tribu o bey (aquellos de Constantina o de Túnez) que el territorio mismo.
En 1614, el tratado del Sarrath estableció la frontera argelino-tunecina entre el cabo Roux y el uadi Sarrath.h
En 1807, el bey tunecino Hammuda Pachá batió los ejércitos del dey de Argel sobre los bordes del uadi Sarrath y extendió el territorio tunecino más allá, hasta Kalaat Senan al oeste y Nefta al sur.

### Periodo francés

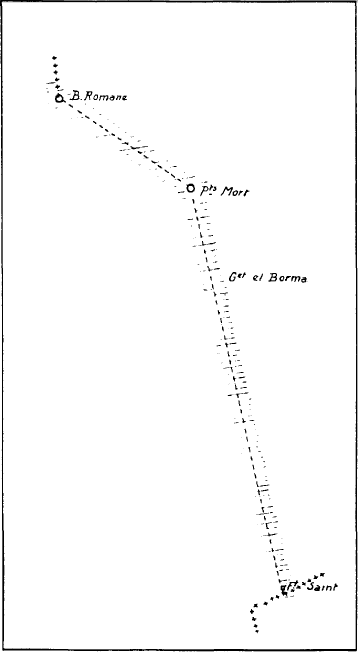
Trazado de la frontera entre Bir Romane y Fuerte Saint en 1929.

Los días 20 de septiembre y 1º de diciembre de 1901 tuvo lugar la firma proceso-verbal del acuerdo entre el gobernador general de Argelia y el residente general de Francia en Túnez sobre el trazado de la frontera entre Djebel Rhorra y Bir Romane.
Como consecuencia de la firma de la convención de Trípoli del 19 de mayo de 1910, que definió la frontera libio-tunecina, se procedió a plantar 233 hitos a lo largo de la frontera desde el mar Mediterráneo al Sáhara. Garet El Hamel se convirtió así en el punto triple fronterizo entre Túnez, Libia y Argelia.
En 1928, el residente general de Francia en Túnez, Lucien Santo, inauguró el Fuerte Saint que hizo de hito meridional de lo que se llamó «frontera provisional»; este trazado se realizó sobre el mapa del IGN publicado en 1929.
Durando la guerra de Argelia, el ejército francés puso en marcha la línea Challe para detener las infiltraciones independentistas desde Túnez.

### Periodo de independencias
El presidente tunecino Habib Burguiba reivindicó en 1957 el aprovechamiento de Sahara en el marco de la organización común de las regiones saharianas propuesta por Francia al rey Muhammad V de Marruecos. El 5 de febrero de 1959, Burguiba demandó en un discurso a Francia el reconocimiento de los derechos de Túnez hasta el hito 233 y la supresión de la frontera Bir Romane-Fuerte Saint y, por consecuencia, la extensión de Túnez a su alargamiento natural sahariano.
El 17 de julio de 1961, Burguiba se comprometió con el Gobierno provisional de la República Argelina a negociar una eventual reivindicación territorial con el ejecutivo de una eventual Argelia independiente, lo que ocurrió en el verano 1962.
El 16 de abril de 1968 está firmado un proceso-verbal argelino-tunecino sobre el trazado de la frontera entre Bir Romane y Fuerte Saint. Túnez renunció entonces a su reivindicación territorial entre el hito 220 (Fuerte Saint) y el hito 233 (Garet El Hamel al sur de Gadamés).
El 6 de enero de 1970 un protocolo del acuerdo argelino-tunecino, firmado entre los ministros de asuntos exteriores Abdelaziz Buteflika y Habib Burguiba Jr., departió el trazado de la frontera entre Bir Romane y la frontera libia. El 19 de marzo de 1983, se firmó una convención de demarcación de la frontera entre el mar Mediterráneo y Bir Romane.
El 30 de diciembre de 1993, el acuerdo fronterizo del 6 de enero de 1970 quedó depositado en la Organización de las Naciones Unidas. La delimitación de la frontera entre la región de Tabarka y Bir Romane terminó en 1995.
La frontera argelino-tunecina es el teatro, desde el final del año 2012, de violentos enfrentamientos que enfrentan al ejército y la policía tunecina en contra de agrupaciones islámicas.

## Trazado

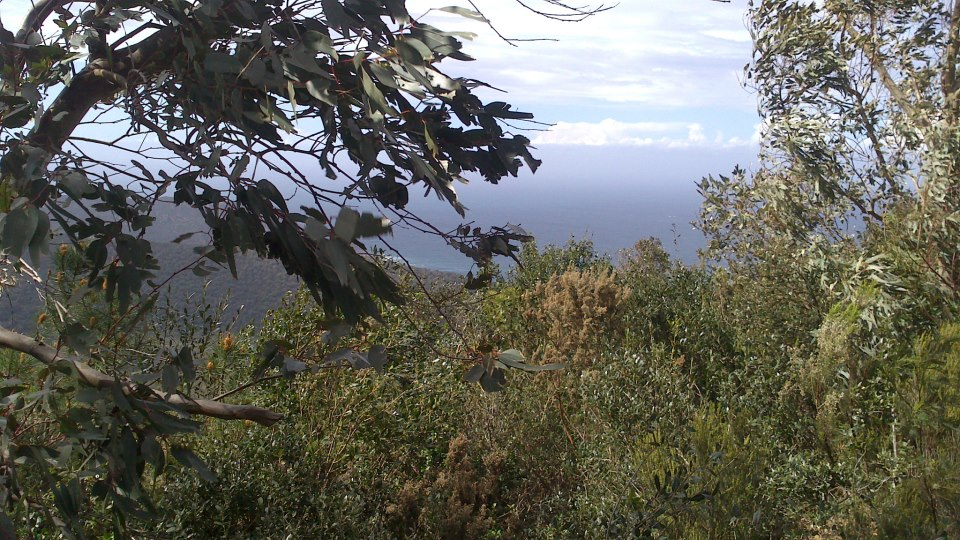
Panorama del paisaje fronterizo.

La frontera pasa entre el Chott el-Gharsa (lado tunecino) y el Chott el-Khalla (lado argelino) después sigue los puntos siguientes: Bir El Aoubed, Bir El Khima, Bir El Mouileh, Bir El Hajla, Bir Kerkoubi, Bir Oum Nacer, Bir Chikh Ali, Bir Khsamia, Bir Zenigra, Bir Romane, Pozo Muerto, Garet El Borma y Borj el-Khadra (Fuerte Saint).